# Beyde Marjam III
Beyde Marjam III – cesarz Etiopii przez piętnaście dni kwietnia 1826 roku. Nie pochodził z dynastii salomońskiej. Nieznana jest data jego urodzin, ani śmierci.

## Okoliczności wstąpienia na tron
Beyde Marjam III był marionetkowym władcą okresu rozbicia dzielnicowego Etiopii (Zemene mesafynt), posadzonym na tron przez dedżazmacza Hajle Marjama, zarządcę prowincji Semien. Według Kronik królewskich Abisynii dedżazmacz Hajle Marjam przeprowadził kampanię wojenną na południe od Semien, zajął Górę Manta i wyniósł Beyde Marjama na cesarza. Beyde Marjam rządził zaledwie piętnaście dni. Ras Begiemdyru, Jymam z Jedżu wycofał się z Godżamu, gdzie wówczas przeprowadzał kampanię, aby przeciwstawić się Hajle Marjamowi. Po odkryciu, że Hajle Marjam zajął przeprawę przez Nil Błękitny, Jymam otoczył od zachodu Jezioro Tana przez Dengel Ber, aby złapać go w Dembiji. Zaskoczony dedżazmacz wycofał się do Ueldebby, ale tam ras Jymam ze swoim bratem Marjo z Jedżu dopadli go po trzydniowej walce. 6 stycznia 1827 dedżazmacz Hajle Maryam schronił się w Uegerze, ponownie uciekając braciom. Po detronizacji przez Jymama z Jedżu, Beyde Marjam nie został zabity. W czerwcu 1831 z byłym cesarzem, jego żoną i dziećmi spotkał się anglikański misjonarz ze Szwajcarii, Samuel Gobat.